# Agrotis orbicularis
Agrotis orbicularis är en fjärilsart som beskrevs av Walker 1865. Agrotis orbicularis ingår i släktet Agrotis och familjen nattflyn. Inga underarter finns listade i Catalogue of Life.